# Jan Kobylański (działacz polonijny)
Jan Kobylański (ur. 21 lipca 1923 w Równem, zm. 27 marca 2019 w Montevideo) – polski przedsiębiorca, mieszkający w Urugwaju, dyplomata, więzień niemieckich obozów koncentracyjnych, twórca i w latach 1993–2016 prezes Unii Stowarzyszeń i Organizacji Polonijnych Ameryki Łacińskiej (USOPAŁ). Autor książek o tematyce filatelistycznej i książki o rozjemczej działalności Watykanu. Właściciel, prezes i dyrektor kilkunastu firm handlowych o międzynarodowym zasięgu (m.in. zajmującej się drukiem znaczków pocztowych i biciem monet). Wieloletni konsul Paragwaju w Santa Cruz de Tenerife na Wyspach Kanaryjskich i były honorowy konsul Polski w Urugwaju.

## Życiorys
Syn Stanisława Kobylańskiego i jego żony Cecylii. Jego ojciec był adwokatem.
Podczas II wojny światowej został aresztowany przez Gestapo, a następnie osadzony w więzieniu na Pawiaku, skąd w październiku 1943 trafił do Auschwitz-Birkenau. Otrzymał numer obozowy 156228. Podczas wojny przebywał również w obozach koncentracyjnych Mauthausen-Gusen, Dachau, Groß-Rosen. Wiosną 1945 odzyskał wolność po wyzwoleniu KL Dachau przez wojska amerykańskie.
Po wojnie osiadł we Włoszech, gdzie w 1950 ukończył studia menedżerskie w Wyższej Szkole Handlowej w Mediolanie. Od 1950 do 1952 pracował na giełdzie metali w Zurychu. Zajmował się także produkcją szczoteczek do zębów, handlem sprzętem gospodarstwa domowego i produkcją wyrobów ze stali. W 1952 przybył do Paragwaju, korzystając z programu prezydenta Federico Chavesa sprowadzenia 18 000 rodzin z Europy. Wygrał kontrakt na dostawę sprzętu AGD i przetarg na druk znaczków dla poczty państwowej. Pełnił również funkcję doradcy ds. poczty paragwajskiego ministra komunikacji. Działał w Komitecie Olimpijskim Paragwaju. Od 1974 do 1989 pełnił funkcję konsula Paragwaju na Wyspach Kanaryjskich. W 1981 rozpoczął prowadzenie interesów w Urugwaju, gdzie następnie osiadł.
W 1957 objął funkcję wiceprzewodniczącego Towarzystwa Polonijnego w Paragwaju, a w 1988 został prezesem Związku Polaków w Argentynie. W tym samym roku został prezesem Towarzystwa im. Józefa Piłsudskiego w Montevideo. W 1993 był współtwórcą Unii Stowarzyszeń i Organizacji Polonijnych Ameryki Łacińskiej. Został następnie prezesem tej organizacji. W 1989 został powołany przez ministra Krzysztofa Skubiszewskiego konsulem honorowym Polski w Argentynie, a następnie w Urugwaju. W 2000 z funkcji tej odwołał go minister Władysław Bartoszewski po oskarżeniach o działania szkodliwe dla Polski i antysemityzm, wysuwanych przez byłych ambasadorów RP w Urugwaju i Kostaryce – Jarosława Gugałę i Ryszarda Schnepfa. W obronie Kobylańskiego występowali wówczas m.in. senatorowie Jan Szafraniec, Ryszard Bender i Czesław Ryszka.
Wspierał polskie prawicowe partie polityczne (m.in. Ligę Polskich Rodzin, Ruch Odbudowy Polski, Ruch Katolicko-Narodowy) oraz Samoobronę RP, a także działalność środowiska Radia Maryja. Przed wyborami prezydenckimi w 2005 poparł kandydaturę Andrzeja Leppera. Został fundatorem i patronem szkoły na Podlasiu. W październiku 2011 został honorowym prezesem stowarzyszenia Obóz Wielkiej Polski. Wszedł w skład honorowego komitetu poparcia organizowanego przez środowiska narodowe Marszu Niepodległości.

## Odznaczenia
11 listopada 1990 został odznaczony przez prezydenta RP na uchodźstwie Ryszarda Kaczorowskiego Krzyżem Kawalerskim Orderu Odrodzenia Polski, a w 1993 Krzyżem Komandorskim tego orderu przez prezydenta Lecha Wałęsę. W 1997, za wybitne zasługi w działalności polonijnej prezydent Aleksander Kwaśniewski odznaczył go Krzyżem Komandorskim z Gwiazdą Orderu Odrodzenia Polski.
W 1995 otrzymał Krzyż Oświęcimski. Został także uhonorowany Wielkim Orderem św. Zygmunta, Honorowym Krzyżem Weteranów Walki o Niepodległość, Odznaką honorową „Zasłużonego dla Kultury Polskiej”, Medalem Polonia Mater Nostra Est (2003), Złotym Medalem Paragwajskiego Związku Olimpijskiego oraz Złotym Medalem za Zasługi dla Paragwaju. 

## Kontrowersje

### Zarzuty prasowe
W 2001 w opublikowanym na łamach „Rzeczpospolitej” artykule „Więzień numer 156228” Hanna Woysław, jako pierwsza w Polsce podważyła oficjalną biografię Kobylańskiego, wskazując na brak śladów jego obecności w archiwach obozowych i zanegowała zasadność odznaczenia Jana Kobylańskiego Krzyżem Oświęcimskim. W 2005 dziennikarz „Gazety Wyborczej” Mikołaj Lizut zarzucił Kobylańskiemu fałszerstwo zaświadczenia o pobycie w obozie koncentracyjnym i wykorzystanie tożsamości Janusza Kobylańskiego, urodzonego cztery lata wcześniej. Ten artykuł był pisany razem z Hanną Woysław, która podpisała się jako Hanna Recman. W 2005 dziennikarz Rzeczpospolitej Jerzy Morawski zarzucił Kobylańskiemu (który miał się wówczas posługiwać imieniem Janusz) kolaborację z hitlerowcami podczas okupacji Polski w czasie II wojny światowej, w tym wydanie w ręce funkcjonariuszy gestapo członków rodziny Szenkerów, czemu zainteresowany zaprzeczył.

### Deklaracja IPN w sprawie
W konsekwencji doniesień prasowych pion śledczy Instytutu Pamięci Narodowej prowadził od jesieni 2004 do stycznia 2007 postępowanie sprawdzające w tej sprawie. W kwietniu 2006 szef pionu śledczego IPN Witold Kulesza poinformował, że „dotychczas nie znaleziono dowodów, by prezes Unii Stowarzyszeń i Organizacji Polskich w Ameryce Łacińskiej Jan Kobylański istotnie zadenuncjował w czasie wojny Niemcom małżeństwo Żydów”. W styczniu 2007 Oddziałowa Komisja Ścigania Zbrodni przeciwko Narodowi Polskiemu w Warszawie wydała postanowienie o odmowie wszczęcia śledztwa w tej sprawie. Według ustaleń prokuratora informacji jakoby sprawcą wydania w ręce funkcjonariuszy gestapo rodziny Szenkerów był Jan Kobylański nie można potwierdzić. W marcu 2007 Andrzej Arseniuk, rzecznik prasowy IPN, zaprzeczył stwierdzeniom Gazety Wyborczej jakoby rodzina Szenkerów zginęła w getcie lub Treblince, a śmierć ta była konsekwencją denuncjacji dokonanej przez Kobylańskiego.

### Pozwy o zniesławienie
Pod koniec listopada 2008 Jan Kobylański złożył prywatny akt oskarżenia przeciwko dziewiętnastu politykom i dziennikarzom (m.in. Adamowi Michnikowi, Jerzemu Baczyńskiemu, Grzegorzowi Gaudenowi, Tomaszowi Wróblewskiemu, Agnieszce Kublik, Danielowi Passentowi, Dorocie Wysockiej-Schnepf, Hannie Woysław, Ryszardowi Schnepfowi, Mikołajowi Lizutowi, Dominikowi Uhligowi i Jarosławowi Gugale) zarzucając im zniesławienie i domagając się wypłacenia przez każdego z oskarżonych 100 tys. zł na cele charytatywne. Proces karny w tej sprawie rozpoczął się w marcu 2009 przed Sądem Rejonowym w Warszawie i zakończył ostatecznie umorzeniem w grudniu 2011 r. z powodu przedawnienia karalności wszystkich czynów stawianych przez Kobylańskiego 16 oskarżonym.
W lipcu 2010 przed Sądem Okręgowym w Warszawie rozpoczął się proces o zniesławienie, jaki Jan Kobylański wytoczył Radosławowi Sikorskiemu. W marcu 2012 sąd oddalił ten pozew, uzasadniając, że „nie doszło do naruszenia dóbr osobistych powoda”. Określenie powoda przez Sikorskiego było wprawdzie pejoratywne, ale dopuszczalne wobec godzenia przez Kobylańskiego w zasady prawa – proces zdaniem sądu bezspornie wykazał antysemickie poglądy Jana Kobylańskiego. Sąd określił wypowiedzi Jana Kobylańskiego i kierowanej przez niego organizacji jako jawnie antysemickie i przekraczające dopuszczalną granicę krytyki konkretnych osób. 23 stycznia 2013 Sąd Apelacyjny w Warszawie oddalił apelację Kobylańskiego, stwierdzając że „nazwanie powoda przez pozwanego antysemitą mieściło się granicach dopuszczalnej krytyki, a z uwagi na prawdziwość takiego określenia powoda (bo jest on antysemitą) nie spowodowało naruszenia jego dóbr osobistych”.